# Intensivvårdsrehabilitering
Intensivvårdsrehabilitering är en specialiserad vårdform för patienter med ofta mycket komplexa vård- och rehabiliteringsbehov under och efter en längre tids intensivvård. Vården innebär en kombination av basal intensivvård med avancerad medicinsk övervakning och behandling kombinerat med individanpassad rehabilitering. 
Behovet av intensivvårdsrehabilitering kan uppkomma efter de flesta diagnoser som förekommer inom intensivvården, vilka trots sina olikheter ofta har en gemensam symtomatologi som beror på den långa tiden med mycket svår sjukdom. Många patienter är till en början nästintill förlamade av en uttalad muskelsvaghet, det kan vara svårt att andas, hosta och svälja. Många patienter behöver ventilatorstöd via en trakealkanyl. I stort sett alla organsystem i kroppen kan vara påverkade och det är vanligt med förvirring, koncentrations- och minnessvårigheter.
Vården bedrivs bäst i interprofessionella team bestående av flera olika vårdprofessioner med specialisering både inom intensivvård och rehabilitering. Tillsammans med patienten och närstående tar teamet fram en rehabiliteringsplan som följs upp regelbundet. Planen innehåller konkreta mål, till exempel urträning ur ventilator och dekanylering, och varje teammedlem bidrar med sin specifika kompetens till att patienten ska nå sina mål. Med specialiserad intensivvårdsrehabilitering är vårdresultaten goda, trots mycket svår sjukdom och långa intensivvårdstider.

## Långvarig kritisk sjukdom
Medelvårdtiderna på svenska intensivvårdsavdelningar räknas i enstaka dagar. Vissa patienter blir långvarigt kritiskt sjuka och behöver intensivvård längre tid, ibland veckor eller månader. Dessa patienter flyttas ibland mellan intensivvårdsavdelning, intermediärvård och vårdavdelning, men behöver egentligen en kombination av avancerad medicinsk vård och rehabilitering vilket kan vara svårt att tillgodose i andra vårdformer än intensivvårdsrehabilitering.  

### Vårdenhetens storlek och separation från akuta flöden
Intensivvårdsrehabilitering främjas av en separering från akuta flöden, som annars riskerar att tränga undan rehabiliteringsbehoven. En sådan separering sker antingen geografiskt genom att intensivvårdsrehabilitering ligger på en annan plats än sjukhuset och/eller organisatoriskt. För goda resultat är det också viktigt att vårdenhetens ledning och det interprofessionella teamet har fokus och specialistkunskap just inom intensivvårdsrehabilitering. Enheter bör därför inte vara för små, eftersom det då är svårt att upprätthålla ett komplett team inom området. 

#### Utvecklingsområden inom intensivvårdsrehabilitering
Fältet intensivvårdsrehabilitering har utvecklats för att möta de behov som finns hos patienter som, tack vare avancerad intensivvård, i allt större utsträckning överlever mycket svår sjukdom. Det är dock fortfarande ett relativt nytt område och den första specialiserade kliniken i Sverige startades 2013. Utveckling och utvärdering av nya behandlingsmetoder och fortsatt forskning för ökad kunskap om patofysiologi och tillfrisknande vid långvarig kritisk sjukdom är därför mycket viktig.  